# اس‌ام یوبی-۳۸
اس‌ام یوبی-۳۸ (به انگلیسی: SM UB-38) یک زیردریایی بود. این زیردریایی در سال ۱۹۱۶ ساخته شد.